# Sten af Geijerstam
Sten Gustaf af Geijerstam, född 1 april 1903 i Stockholm, död där 2 maj 1948, var en svensk författare.
Sten Geijerstam var son till Gustaf af Geijerstam. Han blev filosofie magister i Uppsala 1926, tjänsteman i Stockholmssystemet 1928, var teaterkritiker i Vi 1936–1944 och i Dagens Nyheter 1944–1948. Geijerstam deltog med iver i folkbildningsarbetet och skrev flitigt litterära uppsatser i Studiekamraten och Ariel. Han var insatt i teaterhistoria och intresserade sig för de enskilda skådespelarprestationerna.